# Vittorio Montiglio
Vittorio Montiglio (Valparaíso, 15 gennaio 1903 – Magliano Sabina, 9 novembre 1929) è stato un militare italiano al quale fu conferita la medaglia d'oro al valor militare a vivente, nel corso della guerra di Valona.

## Biografia
Nacque a Valparaiso, nel Cile, il 15 gennaio 1903, figlio di Angelo e di Eleonora Sanguinetti. La famiglia paterna era originaria di Casorzo, allora in provincia di Alessandria. Educato dai suoi genitori emigrati in Sud America al culto della Patria, all'età di dodici anni, quando il Regno d'Italia dichiarò guerra all'Impero austro-ungarico, decise di ritornare in Italia e arruolarsi nel Regio Esercito. Nel marzo 1917 poté partire per l'Italia con documenti falsi, acquistati pagando trenta pesos cileni, al fine di apparire un volontario della classe 1899, ed imbarcatosi a Buenos Aires sulla Regina d'Italia, raggiunse Genova dopo due mesi. Arruolatosi volontario fu destinato dapprima al 7º Reggimento artiglieria da fortezza, e poi passò al III Reparto d’assalto del 6º Reggimento alpini operante in Val d'Adige, prendendo parte a numerosi pattugliamenti notturni. Nominato aspirante, nel marzo 1918 venne trasferito al battaglione alpini "Feltre" del 7º Reggimento alpini. Promosso sottotenente nel mese di maggio ed assunto il comando di un plotone arditi delle "Fiamme verdi" con esso effettuò ardite incursioni nelle trincee nemiche di Coni Zugna ed in una di esse rimase ferito gravemente. Ricoverato in ospedale fuggì per rientrare al reparto e dall'ottobre 1918 prese parte alla battaglia di Vittorio Veneto combattendo sul Monte Grappa. Il 2 novembre fu tra i primi a sfondare lo sbarramento Serravalle– Marco–Rovereto in Val'Adige, aprendo la strada per Rovereto e la città di Trento. Nel maggio 1919 fu promosso tenente ed inviato con il battaglione in Albania, dove si distinse nei combattimenti contro le bande di ribelli, venendo decorato con Regio Decreto del 28 aprile 1925 di medaglia d'oro al valor militare a vivente. Tornato in Patria, insieme con i fratelli Umberto e Giovanni prese parte come legionario all'impresa di Fiume con Gabriele D'Annunzio, in qualità di comandante di un reparto d'azione. Quando ritornò a Udine fu posto sotto processo e subì tre mesi di arresto per falsificazione di documenti personali. Aderì al fascismo e fu squadrista prendendo parte a spedizioni punitive nel torinese e poi a Fiume dove, agli ordini del ras Francesco Giunta, prese parte al colpo stato che rovesciò il governo democratico di Riccardo Zanella. Prese parte poi ad azioni squadriste a Roma e nuovamente a Torino, dove fu uno dei comandanti delle squadre che occuparono il capoluogo piemontese durante la marcia su Roma. Successivamente, un volta rientrato in Cile, continuò attivamente la sua campagna propagandistica a favore del fascismo promuovendo la nascita di circoli.
Nel 1923 frequentò un corso per pilota d'aeroplano sull'aeroporto di Ghedi, nei pressi di Brescia, e poi fu trasferito in servizio permanente effettivo. Rimase gravemente ferito da due colpi di pistola durante un tafferuglio con elementi comunisti, che gli causarono una invalidità permanente. A Roma il generale Lorenzo Barco, il 24 maggio 1925, lo additò ai giovani soldati come fulgido esempio da seguire. Fu ispettore dei fasci a Buenos Aires e addetto militare dell'Ambasciata italiana in Argentina. Perse la vita in un incidente automobilistico presso Magliano Sabina la sera del 9 novembre 1929 insieme a Guido Keller e Giovanni Battista Salina,  quando l'auto su cui viaggiavano uscì di strada. D'Annunzio scrisse così sulla sua morte: fu tradito da Sorte Virile. In suo nome è intitolata la Scuola Italiana di Santiago del Cile.

## Onorificenze
A Vittorio Montiglio è intitolata una strada (Via Vittorio Montiglio) nel quartiere Balduina nel comune di Roma.

### Annotazioni
1. ↑  In questo caso imbrogliò benevolmente il suo comandante, Giovanni Piovesana, che era convinto di aver come subalterno un sottotenente di diciotto anni mentre invece ne aveva quindici.
2. ↑  Si salveranno invece il corridore automobilistico Dalmazio Gabrielli e Atlantico Ferrari.

### Fonti
1. 1 2 3 4 5 6 7 8  Combattenti Liberazione.
2. 1 2  Carolei, Greganti, Modica 1968, p. 224.
3. 1 2 3  La Stampa - La morte di due eroi in una catastrofe automobilistica
4. 1 2 3 4 5 6 7 8  Bianchi, Cattaneo 2011, p. 207.
5. ↑  ANA Conegliano.
6. ↑  Atlantico Ferrari, Vittorio Montiglio. L'eroe fanciullo
7. ↑  Scheda nel sito ufficiale del Quirinale